# Herz-Jesu-Kirche (Gmünd)

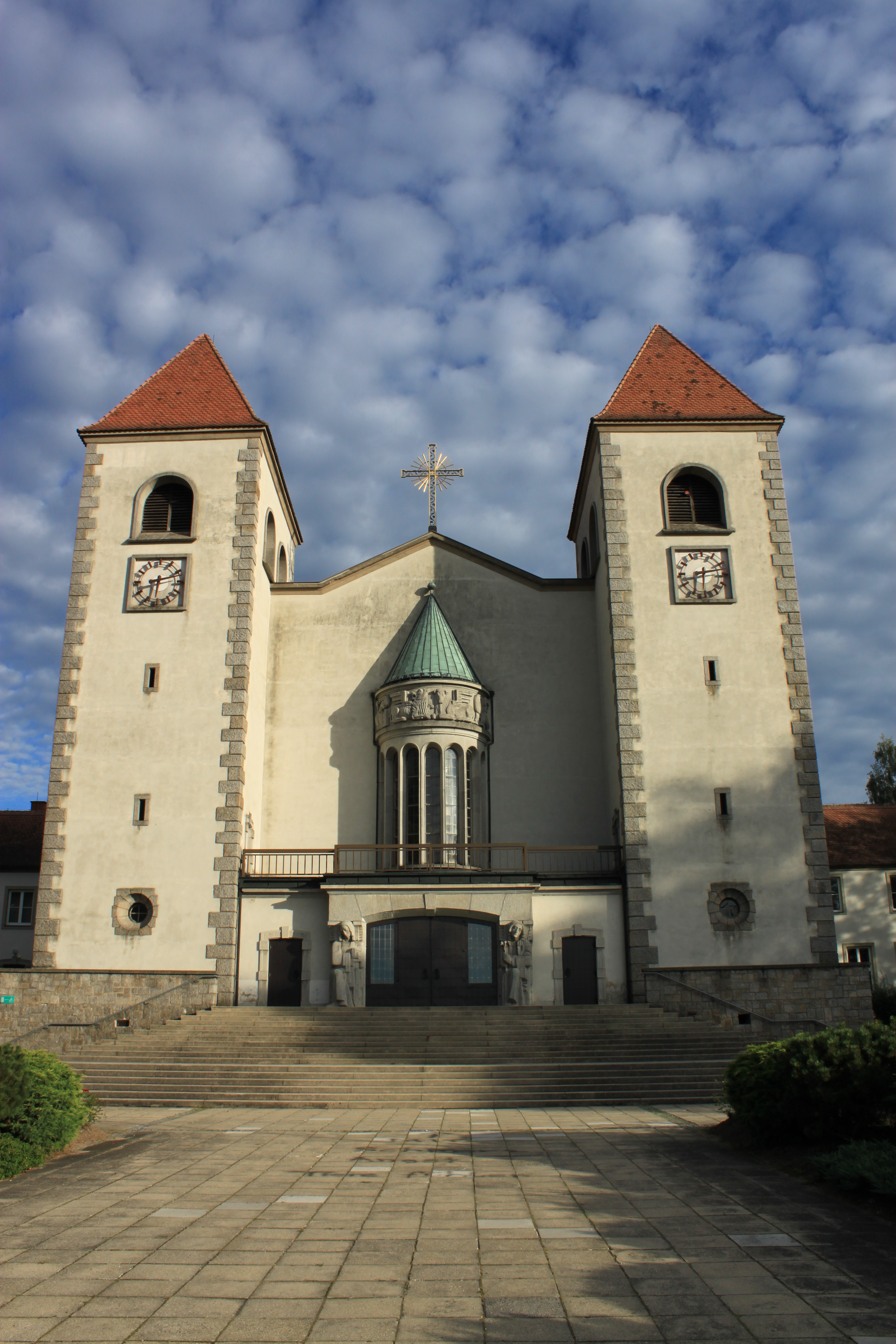
Herz-Jesu-Kirche

Die Herz-Jesu-Kirche ist ein römisch-katholisches Kirchengebäude in Gmünd in Niederösterreich.

## Lage und Architektur
Die Herz-Jesu-Kirche liegt in erhöhter Lage in der Sichtachse zum Ende der ansteigenden Schubertstraße in Gmünd-Neustadt. Die breite Doppelturm-Fassade hat neuromanische Anklänge. An der Portalanlage befinden sich von Adolf Treberer-Treberspurg geschaffene Reliefs der Erzengel Michael und Gabriel. Beidseitig des Kirchengebäudes schließen mit dem Pfarrhof und dem Pfarrheim Nebengebäude an. 
Die Wandmalereien in der Kuppel, die die Versammlung der Heiligen um das Lamm Gottes darstellen, stammen von Lucia Jirgal. Die Wandmalereien in der Apsis, die die Herrschaft Christi über die geistlichen und weltlichen Stände zeigen, sind ein Werk des Künstler-Ehepaars Piffl-Moser. Othmar Lux schuf 1957 die Schnitzfigur des Heiligen Josef am linken Seitenaltar, Adolf Treberer-Treberspurg 1954 die Schnitzfigur der Schutzmantelmadonna am rechten Seitenaltar. Die Holzreliefs auf den Lesepulten stammen vom Künstler Carl Hermann, der 1966 auch die Plastik Die Trauernde beim Kirchenplatz schuf. Die Orgel aus dem Jahr 1955 ist ein Werk der Gebrüder Mauracher. 

## Geschichte
Im Ersten Weltkrieg befand sich in Gmünd ein großes Flüchtlingslager, in dem eine hölzerne Notkirche errichtet wurde. Auf dem Areal des Flüchtlingslagers entstand Gmünd-Neustadt als neuer Stadtteil. Die Kirche wurde 1948 zur Pfarrexpositur, die dem Orden Oblati Mariae Immaculatae zur Betreuung überlassen wurde. Auf Grund der Baufälligkeit der Holzkirche wurde ein Kirchenneubau erforderlich.
Die neue Herz-Jesu-Kirche wurde von 1950 bis 1953 nach Plänen des Architekten Josef Friedl erbaut. Die Weihe im Oktober 1953 nahm der damalige Koadjutorbischof Franz König vor. 1978 erhielt die Herz-Jesu-Kirche neue Kirchentüren. 1984 erfolgte eine Umgestaltung des Innenraums nach den Maßstäben des Zweiten Vatikanischen Konzils.